# Darstellung (Gruppe)
Die hier beschriebene Darstellungstheorie ist ein Teilgebiet der Mathematik, das auf der Gruppentheorie aufbaut und ein Spezialfall der eigentlichen Darstellungstheorie ist, die sich mit Darstellungen von Algebren beschäftigt.
Die Grundidee ist, die Elemente einer Gruppe durch Transformationen bestimmter mathematischer Objekte darzustellen.
Eine Darstellung {\displaystyle \rho } einer Gruppe {\displaystyle G}, auch Gruppendarstellung, ist ein Homomorphismus von {\displaystyle G} in die Automorphismengruppe {\displaystyle \operatorname {Aut} (W)} einer gegebenen Struktur {\displaystyle W}. Die Gruppenverknüpfung in {\displaystyle G} entspricht dem Hintereinanderausführen von Automorphismen in {\displaystyle W}:
{\displaystyle \rho (gh)=\rho (g)\rho (h)}
Eine lineare Darstellung ist eine Darstellung durch Automorphismen eines Vektorraums {\displaystyle V}. Eine lineare Darstellung ist somit ein Homomorphismus von {\displaystyle G} in die allgemeine lineare Gruppe {\displaystyle \operatorname {GL} (V)}. Wenn {\displaystyle V} ein {\displaystyle n}-dimensionaler Vektorraum über einem Körper {\displaystyle K} ist, dann besteht die Darstellung dementsprechend aus invertierbaren {\displaystyle n\times n}-Matrizen mit Koeffizienten aus {\displaystyle K}. Die Vektorraumdimension {\displaystyle n} heißt Grad der Darstellung.
Oft wird der Begriff „Darstellung“ im engeren Sinn von lineare Darstellung verwendet; eine Darstellung durch beliebige Automorphismen heißt dann Realisierung.
Lineare Darstellungen ermöglichen es, Eigenschaften einer Gruppe mit den Mitteln der linearen Algebra zu untersuchen. Das ist nützlich, weil die lineare Algebra, im Gegensatz zur Gruppentheorie, ein kleines, abgeschlossenes und bestens verstandenes Gebiet ist.
Darstellungen endlicher Gruppen ermöglichen es in der Molekülphysik und Kristallographie, die Auswirkungen vorhandener Symmetrien auf messbare Eigenschaften eines Materials mit Hilfe eines rezeptmäßigen Kalküls zu bestimmen.
→ Formal und auch nach der Bezeichnung gehören die Permutationsdarstellungen zu den hier definierten Darstellungen einer Gruppe: Hier ist die Struktur {\displaystyle W} eine endliche Menge, deren Automorphismengruppe also die Menge ihrer bijektiven Selbstabbildungen. Damit ist der Homomorphismus eine Gruppenoperation, auch die linearen Darstellungen sind spezielle Gruppenoperationen. Siehe zu Permutationsdarstellungen, die trotz des formalen Zusammenhangs keine Untersuchungsgegenstände der Darstellungstheorie sind, den Artikel Permutationsgruppe.
Allgemeiner gibt es weit ausgearbeitete Theorien für die Darstellungstheorie endlicher Gruppen und die Darstellungstheorie kompakter Gruppen.

## Definition

### Lineare Darstellungen
Seien {\displaystyle V} ein {\displaystyle K}-Vektorraum und {\displaystyle G} eine endliche Gruppe. Eine lineare Darstellung einer endlichen Gruppe {\displaystyle G} ist ein Gruppenhomomorphismus {\displaystyle \rho \colon G\to {\text{GL}}(V)={\text{Aut}}(V),} d. h., es gilt {\displaystyle \rho (st)=\rho (s)\rho (t)} für alle {\displaystyle s,t\in G.} Man nennt {\displaystyle V} den Darstellungsraum von {\displaystyle G.} Oft wird die Bezeichnung „Darstellung von {\displaystyle G}“ auch für den Darstellungsraum {\displaystyle V} verwendet.

Man verwendet den Begriff lineare Darstellung auch für Darstellungen einer Gruppe in Moduln statt Vektorräumen.

Wir schreiben {\displaystyle (\rho ,V_{\rho })} für die Darstellung {\displaystyle \rho \colon G\to {\text{GL}}(V_{\rho })} von {\displaystyle G} oder auch nur {\displaystyle (\rho ,V),} falls klar ist, zu welcher Darstellung der Raum {\displaystyle V} gehören soll.
In vielen Zusammenhängen beschränkt man sich auf den Fall {\displaystyle {\text{dim}}(V)<\infty .} Da man sich in den meisten Fällen nur für eine endliche Anzahl an Vektoren aus {\displaystyle V} interessiert, kann man sich auf eine Teildarstellung beschränken, deren Darstellungsraum endliche Dimension hat.
Der Grad einer Darstellung ist die Dimension {\displaystyle {\text{dim}}(V)=n} des Darstellungsraumes {\displaystyle V.} Oft wird auch {\displaystyle {\text{dim}}(\rho )} für den Grad der Darstellung {\displaystyle \rho } verwendet.

### Beispiele
Ein sehr einfaches Beispiel ist die sogenannte Einsdarstellung oder triviale Darstellung, die gegeben ist durch {\displaystyle \rho (s)={\text{Id}}} für alle {\displaystyle s\in G.}

Eine Darstellung vom Grad {\displaystyle 1} einer Gruppe {\displaystyle G} ist ein Homomorphismus {\displaystyle \rho \colon G\to {\text{GL}}(\mathbb {C} )=\mathbb {C} ^{\times }} in die multiplikative Gruppe von {\displaystyle \mathbb {C} .} Da jedes Element aus {\displaystyle G} endliche Ordnung hat, sind die Werte {\displaystyle \rho (s)} Einheitswurzeln.
Weitere nichttriviale Beispiele:

Sei {\displaystyle \rho \colon G=\mathbb {Z} /4\mathbb {Z} \to \mathbb {C} ^{\times }} eine lineare Darstellung, die nicht trivial ist. Dann ist {\displaystyle \rho } durch ihr Bild auf {\displaystyle {\overline {1}}\in \mathbb {Z} /4\mathbb {Z} } festgelegt und ist damit eine der drei folgenden Abbildungen:
{\displaystyle \rho _{1}({\overline {0}})=1,\,\rho _{1}({\overline {1}})=i,\,\rho _{1}({\overline {2}})=-1,\,\rho _{1}({\overline {3}})=-i}
{\displaystyle \rho _{2}({\overline {0}})=1,\,\rho _{2}({\overline {1}})=-1,\,\rho _{2}({\overline {2}})=1,\,\rho _{2}({\overline {3}})=-1}
{\displaystyle \rho _{3}({\overline {0}})=1,\,\rho _{3}({\overline {1}})=-i,\,\rho _{3}({\overline {2}})=-1,\,\rho _{3}({\overline {3}})=i}
Die Bildmenge ist also eine nichttriviale Untergruppe der Gruppe, die aus den vierten Einheitswurzeln besteht.
Sei {\displaystyle G=\mathbb {Z} /2\mathbb {Z} \times \mathbb {Z} /2\mathbb {Z} } und sei {\displaystyle \rho \colon G\to {\text{GL}}_{2}(\mathbb {C} )} der Gruppenhomomorphismus, definiert durch:
{\displaystyle \rho (0,0)={\begin{pmatrix}1&0\\0&1\end{pmatrix}},\qquad \rho (1,0)={\begin{pmatrix}-1&0\\0&-1\end{pmatrix}},\qquad \rho (0,1)={\begin{pmatrix}0&1\\1&0\end{pmatrix}},\qquad \rho (1,1)={\begin{pmatrix}0&-1\\-1&0\end{pmatrix}}}
Dann ist {\displaystyle \rho } eine lineare Darstellung von {\displaystyle G} vom Grad {\displaystyle 2}.
Sei {\displaystyle G} die zyklische Gruppe {\displaystyle C_{3}}, also die Menge {\displaystyle \{0,1,2\}} mit der Addition modulo {\displaystyle 3} als Gruppenverknüpfung.
Die Abbildung {\displaystyle \tau \colon G\to \mathbb {C} }, die den Gruppenelementen {\displaystyle g} Potenzen {\displaystyle \tau (g)=u^{g}} der komplexen Zahl {\displaystyle u=e^{\frac {2\pi i}{3}}} zuordnet, ist eine treue lineare Darstellung vom Grad {\displaystyle 1}. Der Gruppeneigenschaft {\displaystyle g^{3}=e} entspricht die Eigenschaft {\displaystyle u^{3}=1}. Die durch die Darstellung erzeugte multiplikative Gruppe {\displaystyle \tau (C_{3})=\{1,u,u^{2}\}} ist isomorph zur dargestellten Gruppe {\displaystyle C_{3}}.
Eine solche Isomorphie liegt ebenfalls vor bei der treuen linearen Darstellung vom Grad 2, die gegeben ist durch:
{\displaystyle \rho (0)={\begin{bmatrix}1&0\\0&1\\\end{bmatrix}},\qquad \rho (1)={\begin{bmatrix}1&0\\0&u\\\end{bmatrix}},\qquad \rho (2)={\begin{bmatrix}1&0\\0&u^{2}\\\end{bmatrix}}}
Diese Darstellung ist äquivalent zu einer Darstellung durch die folgenden Matrizen:
{\displaystyle \rho '(0)={\begin{bmatrix}1&0\\0&1\\\end{bmatrix}},\qquad \rho '(1)={\begin{bmatrix}u&0\\0&1\\\end{bmatrix}},\qquad \rho '(2)={\begin{bmatrix}u^{2}&0\\0&1\\\end{bmatrix}}}
Die Darstellungen {\displaystyle \rho } und {\displaystyle \rho '} sind reduzibel: Sie bestehen aus der direkten Summe der zuvor beschriebenen Darstellung {\displaystyle g\to u^{g}} und der untreuen Darstellung {\displaystyle g\to 1.}
Eine reelle Darstellung dieser Gruppe erhält man, indem man der {\displaystyle 1} die Drehung der reellen Ebene um 120 Grad zuordnet. Diese Darstellung ist über den reellen Zahlen irreduzibel. Lässt man die {\displaystyle 1} entsprechend als 120-Grad-Drehung auf der komplexen Ebene {\displaystyle \mathbb {C} ^{2}} operieren, so erhält man eine reduzible Darstellung, die zu der oben betrachteten Darstellung {\displaystyle \rho } isomorph ist.

## Glossar
- Eine Darstellung heißt treu, wenn der Darstellungshomomorphismus injektiv ist, wenn also verschiedene Gruppenelemente stets durch verschiedene Transformationen dargestellt werden. In diesem Fall induziert {\displaystyle \rho } einen Isomorphismus zwischen {\displaystyle G} und dem Bild {\displaystyle \rho (G)\subset GL(V).} Man kann {\displaystyle G} dann also als Untergruppe der Automorphismengruppe von {\displaystyle V} auffassen.

- Die triviale Darstellung {\displaystyle \mathbf {1} \colon G\to \operatorname {GL} _{1}(K)=K^{\times }} mit {\displaystyle g\mapsto 1} (für alle {\displaystyle g\in G}) ist im Allgemeinen nicht treu.

- Zwei lineare Darstellungen {\displaystyle \rho _{1},\rho _{2}} heißen äquivalent, wenn ihre Matrizen ähnlich sind, also die gleiche lineare Abbildung für unterschiedliche Basen darstellen; das heißt, wenn es eine invertierbare Matrix {\displaystyle S} gibt, sodass für alle Gruppenelemente {\displaystyle g} gilt:
{\displaystyle \rho _{1}(g)=S\rho _{2}(g)S^{-1}.}

- Tritt in einem Kontext nur eine Darstellung {\displaystyle \rho } auf, so schreibt man statt {\displaystyle \rho (g)(v)} oft nur {\displaystyle gv.}

- Sei {\displaystyle \rho \colon G\to GL_{K}(V)} eine Darstellung der Gruppe {\displaystyle G} auf dem {\displaystyle K}-Vektorraum {\displaystyle V.} Ein Unterraum {\displaystyle U\subseteq V} heißt {\displaystyle G}-invariant (genauer: {\displaystyle \rho }-invariant), falls gilt:
{\displaystyle \rho (g)(U)=gU\subseteq U} für alle {\displaystyle g\in G.}

- Sei {\displaystyle V} ein {\displaystyle \mathbb {C} }-Vektorraum. Die Darstellung {\displaystyle \rho \colon G\to \operatorname {GL} (V)} heißt unitär, wenn auf {\displaystyle V} eine {\displaystyle G}-invariante, positiv definite hermitesche Sesquilinearform {\displaystyle \langle {\cdot },{\cdot }\rangle \colon V\times V\to \mathbb {C} } existiert, d. h., wenn gilt:
{\displaystyle \langle v,w\rangle \,=\,{\bigl \langle }\rho (g)(v),\rho (g)(w){\bigr \rangle }\,=\,\langle gv,gw\rangle } für alle {\displaystyle g\in G} und für alle {\displaystyle v,w\in V.}
{\displaystyle \langle v,v\rangle >0} für alle {\displaystyle v\in V}, {\displaystyle v\neq 0.}

- Die Darstellung {\displaystyle \rho } (bzw. der Darstellungsraum {\displaystyle V}) heißt irreduzibel, falls es nur die beiden trivialen {\displaystyle G}-invarianten Unterräume {\displaystyle 0\ (:=\{0\})} und {\displaystyle V\ (\neq 0)} von {\displaystyle V} gibt. (Eine Hauptaufgabe der Darstellungstheorie ist die Klassifikation irreduzibler Darstellungen.) Insbesondere im nicht-halbeinfachen Fall und in der Betrachtungsweise als Moduln werden solche Darstellungen auch einfach genannt.

- Ist {\displaystyle \rho } nicht irreduzibel, so heißt {\displaystyle \rho } reduzibel.

- Ist {\displaystyle \rho } eine direkte Summe von irreduziblen Darstellungen von {\displaystyle G}, so heißt {\displaystyle \rho } vollständig reduzibel. Insbesondere ist jede irreduzible Darstellung vollständig reduzibel.

- Lässt sich {\displaystyle \rho } nicht in eine nichttriviale direkte Summe von (nicht notwendigerweise irreduziblen) Darstellungen zerlegen, so heißt {\displaystyle \rho } unzerlegbar, ansonsten zerlegbar. (Man beachte, dass „irreduzibel“ und „unzerlegbar“ nach dem Satz von Maschke nur im Fall {\displaystyle \operatorname {char} (K)\nmid \left|G\right|} dasselbe bedeuten.)

- Ist {\displaystyle \rho \colon G\to \operatorname {GL} _{K}(V)} eine Darstellung, dann bezeichnet man als Zentrum {\displaystyle Z(\rho )} von {\displaystyle \rho } den Ring der KG-Endomorphismen von {\displaystyle V,} also
{\displaystyle Z(\rho ):=\operatorname {End} _{KG}(V):={\bigl \{}f\in \operatorname {End} _{K}(V)\;{\big |}\;f\circ \rho (g)=\rho (g)\circ f{\bigr .}} für alle {\displaystyle {\bigl .}g\in G{\bigr \}}.}

Ist {\displaystyle \rho } eine Matrixdarstellung, also {\displaystyle \rho \colon G\to \operatorname {GL} _{n}(K),\ g\mapsto R_{g},} dann gilt:
{\displaystyle Z(\rho )={\bigl \{}A\in \operatorname {Mat} (n,R)\;{\big |}\;A\cdot R_{g}=R_{g}\cdot A{\bigr .}} für alle {\displaystyle {\bigl .}g\in G{\bigr \}}.}
Nach dem Lemma von Schur ist das Zentrum für irreduzible Darstellungen ein Schiefkörper. Die Umkehrung gilt im Falle eines Körpers {\displaystyle K} von Charakteristik {\displaystyle 0} und einer endlichen Gruppe {\displaystyle G} auch, sodass {\displaystyle Z(\rho )} genau dann ein Schiefkörper ist, wenn {\displaystyle \rho } irreduzibel ist.

## Charakter

### Definition
Der Charakter der endlichdimensionalen Darstellung {\displaystyle \rho \colon G\to \operatorname {GL} (V)} ist die Funktion {\displaystyle \chi _{\rho }\colon G\to K}, die durch
{\displaystyle \chi _{\rho }(g)=\operatorname {tr} {\bigl (}\rho (g){\bigr )}=\sum _{j=1}^{\dim(V)}\rho _{jj}(g)}
definiert ist. Dabei sind {\displaystyle \rho _{jj}} die diagonalen Matrixelemente in einer beliebigen (aber festen) Basis von {\displaystyle V}. Die Spur {\displaystyle \operatorname {tr} } ist basisunabhängig.

### Eigenschaften
- Für eine endliche Gruppe {\displaystyle G} sind zwei Darstellungen {\displaystyle \rho } und {\displaystyle \rho '} bereits dann äquivalent, falls {\displaystyle \chi _{\rho }=\chi _{\rho '}} gilt und der Grundkörper die Charakteristik {\displaystyle 0} hat.
- {\displaystyle \chi (g)=\chi (hgh^{-1})}, weil {\displaystyle \operatorname {tr} (AB)=\operatorname {tr} (BA).} Deshalb ist {\displaystyle \chi } auf den Konjugationsklassen konstant.
- {\displaystyle \chi (e_{G})=\dim(V)}, direkt aus der Spur ersichtlich.
- {\displaystyle \chi _{\rho \oplus \rho '}=\chi _{\rho }+\chi _{\rho '}}

Mithilfe von Charakteren lässt sich überprüfen, ob eine Darstellung irreduzibel ist: Eine Darstellung einer endlichen Gruppe {\displaystyle G} über einem algebraisch abgeschlossenen Körper {\displaystyle K} der Charakteristik {\displaystyle 0} ist genau dann irreduzibel, wenn {\displaystyle (\chi ,\chi )=1} gilt. Hierbei ist das unitäre Skalarprodukt {\displaystyle (u,v)} zweier Funktionen {\displaystyle u,v\colon G\to K} definiert durch {\displaystyle \textstyle (u,v)={\frac {1}{\left|G\right|}}\sum _{g\in G}u\left(g^{-1}\right)v\left(g\right).} Im Falle {\displaystyle K=\mathbb {C} } kann man in dieser Formel den Term {\displaystyle u\left(g^{-1}\right)} auch durch {\displaystyle {\overline {u\left(g\right)}}} ersetzen.
Vollständig reduzible Darstellungen endlicher Gruppen zerfallen in irreduzible Darstellungen und können somit „ausreduziert“ werden. Dabei kann man die Darstellungen aus den Charakteren erschließen; man kann dazu die Charaktertafel einer Darstellung aufstellen und bestimmte Orthogonalitätsrelationen der mit den Zeilen- bzw. Spaltenvektoren dieser Tafeln gebildeten unitären Skalarprodukte ausnutzen.

### Anwendung
Eine Anwendung des Konzepts des Ausreduzierens eines „Produkts“ (besser: Tensorprodukts) zweier nicht notwendig verschiedener Darstellungen derselben Gruppe ergibt die Clebsch-Gordan-Koeffizienten der Drehimpulsphysik, die in der Quantenmechanik wichtig sind.

## Abbildungen zwischen Darstellungen, Äquivalenz von Darstellungen
Eine Abbildung zwischen zwei Darstellungen {\displaystyle (\rho ,V_{\rho }),\,(\pi ,V_{\pi })} derselben Gruppe {\displaystyle G} ist eine lineare Abbildung
{\displaystyle T\colon V_{\rho }\to V_{\pi },}
sodass für alle {\displaystyle s\in G} gilt: {\displaystyle \pi (s)\circ T=T\circ \rho (s).}

Eine solche Abbildung heißt auch {\displaystyle G}-lineare Abbildung. Man kann den Kern, das Bild und den Kokern von {\displaystyle T} standardmäßig definieren. Diese sind wieder {\displaystyle G}-Moduln und liefern damit über die Beziehung aus dem vorhergehenden Abschnitt wieder Darstellungen von {\displaystyle G.}
Zwei Darstellungen {\displaystyle (\rho ,V_{\rho }),(\pi ,V_{\pi })} heißen äquivalent oder isomorph, falls es einen {\displaystyle G}-linearen Vektorraumisomorphismus zwischen den Darstellungsräumen gibt; d. h., falls es eine bijektive lineare Abbildung {\displaystyle T\colon V_{\rho }\to V_{\pi }} mit {\displaystyle T\circ \rho (s)=\pi (s)\circ T} für alle {\displaystyle s\in G} gibt. Insbesondere haben äquivalente Darstellungen den gleichen Grad.

## Taxonomie
Darstellungen können nach zwei Gesichtspunkten klassifiziert werden: (1) nach der Struktur der Zielmenge {\displaystyle W,} auf die die Darstellungen wirken; und (2) nach der Struktur der dargestellten Gruppe.

### Einteilung nach Zielmengen
Eine mengentheoretische Darstellung ist ein Homomorphismus der darzustellenden Gruppe auf die Permutationsgruppe {\displaystyle \operatorname {Sym} (M)} einer beliebigen Menge {\displaystyle M}; siehe dazu auch den Satz von Cayley.
Eine lineare Darstellung ist durch ihre Dimension {\displaystyle n} und durch den Körper {\displaystyle K} charakterisiert. Neben den komplexen und reellen Zahlen kommen hier die endlichen und {\displaystyle p}-adischen Körper in Betracht.
Eine lineare Darstellung einer endlichen Gruppe über einem Körper der Charakteristik {\displaystyle p>0} heißt eine modulare Darstellung, falls {\displaystyle p} ein Teiler der Gruppenordnung ist.
Darstellungen in Untergruppen der allgemeinen linearen Gruppe {\displaystyle \operatorname {GL} (V)} zeichnen sich dadurch aus, dass sie gewisse Strukturen des Vektorraums {\displaystyle V} erhalten. Zum Beispiel erhält eine unitäre Darstellung, also eine Darstellung in die unitäre Gruppe {\displaystyle \operatorname {U} (V)}, das Skalarprodukt, siehe auch Hilbertraum-Darstellung.

### Einteilung nach dargestellter Gruppe
Einfachster Fall ist die Darstellung einer endlichen Gruppe.
Viele Ergebnisse in der Darstellungstheorie endlicher Gruppen werden durch Mittelung über die Gruppe erzielt. Diese Ergebnisse können auf unendliche Gruppen übertragen werden, sofern die topologischen Voraussetzungen gegeben sind, um ein Integral zu definieren. Dies ist vermittels des Haar-Maßes in lokalkompakten Gruppen möglich. Die daraus resultierende Theorie spielt eine zentrale Rolle in der harmonischen Analyse. Die Pontrjagin-Dualität beschreibt diese Theorie im Spezialfall abelscher Gruppen als verallgemeinerte Fourier-Transformation.
Viele wichtige Lie-Gruppen sind kompakt, sodass die genannten Ergebnisse übertragbar sind. Die Darstellungstheorie ist von entscheidender Bedeutung für die Anwendungen dieser Lie-Gruppen in Physik und Chemie.
Für nicht-kompakte Gruppen gibt es keine abgeschlossene Darstellungstheorie. Eine umfassende Theorie ist für halb-einfache Lie-Gruppen ausgearbeitet worden. Für die komplementären auflösbaren Lie-Gruppen gibt es keine vergleichbare Klassifikation.